# Lista de parques estaduais do Mississippi
Lista de parques estaduais do Mississippi, Estados Unidos.
1. Buccaneer State Park
2. Clark Creek Natural Area
3. Clarkco State Park
4. Florewood State Park
5. George P. Cossar State Park
6. Golden Memorial State Park
7. Grand Gulf Military Monument Park
8. Great River Road State Park
9. Holmes County State Park
10. Hugh White State Park
11. John W. Kyle State Park
12. J. P. Coleman State Park
13. Lake Lincoln State Park
14. Lake Lowndes State Park
15. LeFleur's Bluff State Park
16. Legion State Parkisville
17. Leroy Percy State Park
18. Natchez State Park
19. Paul B. Johnson State Park
20. Percy Quin State Park
21. Roosevelt State Park
22. Shepard State Park
23. Tishomingo State Park
24. Tombigbee State Park
25. Trace State Park
26. Wall Doxey State Park